# Collegio elettorale di Venezia - Spinea
Il collegio Venezia - Spinea fu un collegio elettorale uninominale della Repubblica Italiana per l'elezione del Senato della Repubblica. Apparteneva alla Circoscrizione Veneto e fu utilizzato per eleggere un senatore nella XII, XIII e XIV legislatura.
Venne istituito nel 1993 con la cosiddetta Legge Mattarella (Legge n. 276, Norme per l'elezione del Senato della Repubblica), attuata in seguito al referendum abrogativo del 1993. La legge istituì per la Camera dei deputati e per il Senato della Repubblica un sistema di elezione misto, in parte maggioritario e in parte proporzionale. Il 75% dei parlamentari dell'assemblea veniva eletto in collegi uninominali tramite sistema maggioritario a turno unico; il restante 25% al Senato veniva eletto tramite recupero proporzionale dei più votati non eletti attraverso un meccanismo di calcolo denominato "scorporo", cioè sottraendo dal conteggio dei voti totali di una lista nella parte proporzionale i voti ottenuti dai candidati collegati alla medesima lista che erano eletti nei collegi uninominali con il sistema maggioritario.
Il collegio venne abolito insieme a tutti gli altri che costituivano il Senato con la promulgazione della legge elettorale successiva, la cosiddetta Legge Calderoli. Questa prevedeva un sistema proporzionale con premio di maggioranza, che al Senato veniva attribuito a livello regionale.

## Territorio
Il collegio Venezia - Spinea era uno dei 17 collegi uninominali in cui era suddiviso il Veneto e, come previsto dal D.Lgs. del 20 dicembre 1993 n. 535, comprendeva parte del comune di Venezia ed il comune di Spinea; era quindi interamente compreso nella Provincia di Venezia.

## Eletti
| Elezione | Elezione | Senatore        | Partito                 |
| -------- | -------- | --------------- | ----------------------- |
|          | 1994     | Giovanni Fabris | Polo delle Libertà (LN) |
|          | 1996     | Giorgio Sarto   | L'Ulivo (Verdi)         |
|          | 2001     | Tiziano Treu    | L'Ulivo (DL)            |

## Dati elettorali

### XII legislatura
|                               | Giovanni Fabris ✔️ Eletto | Polo delle Libertà           | 65 098  | 37,42 |  |  |  |  |  |
|                               | Bruno Visentini ✔️ Eletto | Progressisti                 | 60 981  | 35,06 |  |  |  |  |  |
|                               | Luciano Palandri          | Patto per l'Italia           | 22 430  | 12,89 |  |  |  |  |  |
|                               | Giovanni Forner           | Alleanza Nazionale           | 13 324  | 7,66  |  |  |  |  |  |
|                               | Roberto Magliocco         | Lega Autonomia Veneta        | 7 440   | 4,28  |  |  |  |  |  |
|                               | Marco Pasetto             | Veneto Autonomia             | 2 900   | 1,67  |  |  |  |  |  |
|                               | Gaetano Cosmo             | Partito della Legge Naturale | 1 771   | 1,02  |  |  |  |  |  |
| Totale                        | Totale                    | Totale                       | 173 944 | 100   |  |  |  |  |  |
|                               |                           |                              |         |       |  |  |  |  |  |
| Voti non validi               | Voti non validi           | Voti non validi              | 9 930   | 5,40  |  |  |  |  |  |
| Votanti                       | Votanti                   | Votanti                      | 183 874 | 88,27 |  |  |  |  |  |
| Elettori                      | Elettori                  | Elettori                     | 208 305 |       |  |  |  |  |  |
|                               |                           |                              |         |       |  |  |  |  |  |
| Data: 27-28 marzo 1994        |                           |                              |         |       |  |  |  |  |  |
| Fonte: Ministero dell'interno |                           |                              |         |       |  |  |  |  |  |

### XIII legislatura
|                               | Giorgio Sarto ✔️ Eletto | L'Ulivo                            | 74 469  | 44,87 |  |  |  |  |  |
|                               | Giuseppe Pilo Di Capaci | Polo per le Libertà                | 54 247  | 32,68 |  |  |  |  |  |
|                               | Ranieri Da Mosto        | Lega Nord                          | 29 436  | 17,73 |  |  |  |  |  |
|                               | Renata Segato           | Movimento Sociale Fiamma Tricolore | 2 816   | 1,70  |  |  |  |  |  |
|                               | Eliseo Zecchin          | Unione Nord Est                    | 2 783   | 1,68  |  |  |  |  |  |
|                               | Carlo Siciliano         | Mani Pulite                        | 2 232   | 1,34  |  |  |  |  |  |
| Totale                        | Totale                  | Totale                             | 165 983 | 100   |  |  |  |  |  |
|                               |                         |                                    |         |       |  |  |  |  |  |
| Voti non validi               | Voti non validi         | Voti non validi                    | 10 009  | 5,69  |  |  |  |  |  |
| Votanti                       | Votanti                 | Votanti                            | 175 992 | 84,25 |  |  |  |  |  |
| Elettori                      | Elettori                | Elettori                           | 208 881 |       |  |  |  |  |  |
|                               |                         |                                    |         |       |  |  |  |  |  |
| Data: 21 aprile 1996          |                         |                                    |         |       |  |  |  |  |  |
| Fonte: Ministero dell'interno |                         |                                    |         |       |  |  |  |  |  |

### XIV legislatura
|                               | Tiziano Treu ✔️ Eletto | L'Ulivo                              | 66 915  | 41,55 |  |  |  |  |  |
|                               | Alberto Mazzonetto     | Casa delle Libertà                   | 61 297  | 38,06 |  |  |  |  |  |
|                               | Paolo Cacciari         | Partito della Rifondazione Comunista | 12 921  | 8,02  |  |  |  |  |  |
|                               | Nicola Funari          | Lista Di Pietro                      | 6 041   | 3,75  |  |  |  |  |  |
|                               | Pier Angelo Piccolo    | Lista Emma Bonino                    | 4 590   | 2,85  |  |  |  |  |  |
|                               | Lorenzo Lastella       | Democrazia Europea                   | 3 241   | 2,01  |  |  |  |  |  |
|                               | Giampaolo Pighin       | Liga Fronte Veneto                   | 3 138   | 1,95  |  |  |  |  |  |
|                               | Aurelio D'Alessio      | Movimento Sociale Fiamma Tricolore   | 2 894   | 1,80  |  |  |  |  |  |
| Totale                        | Totale                 | Totale                               | 161 037 | 100   |  |  |  |  |  |
|                               |                        |                                      |         |       |  |  |  |  |  |
| Voti non validi               | Voti non validi        | Voti non validi                      | 6 860   | 4,09  |  |  |  |  |  |
| Votanti                       | Votanti                | Votanti                              | 167 897 | 81,97 |  |  |  |  |  |
| Elettori                      | Elettori               | Elettori                             | 204 838 |       |  |  |  |  |  |
|                               |                        |                                      |         |       |  |  |  |  |  |
| Data: 13 maggio 2001          |                        |                                      |         |       |  |  |  |  |  |
| Fonte: Ministero dell'interno |                        |                                      |         |       |  |  |  |  |  |